# Campeonato Mundial de Natação em Piscina Curta de 2018 - 400 m medley masculino
A prova dos 400 metros nado medley masculino do Campeonato Mundial de Natação em Piscina Curta de 2018 foi disputado no dia 15 de dezembro de 2018, no Hangzhou Sports Park Stadium, em Hangzhou, na China. 

## Recordes
Antes desta competição, os recordes mundiais e do campeonato nesta prova eram os seguintes:
|                       | Nome        | Nacionalidade  | Tempo   | Local | Data                   |
| --------------------- | ----------- | -------------- | ------- | ----- | ---------------------- |
| Recorde mundial       | Ryan Lochte | Estados Unidos | 3:55.50 | Dubai | 16 de dezembro de 2010 |
| Recorde do campeonato | Ryan Lochte | Estados Unidos | 3:55.50 | Dubai | 16 de dezembro de 2010 |

## Medalhistas
| Ouro             | Prata                      | Bronze                 |
| Daiya Seto (JPN) | Thomas Fraser-Holmes (AUS) | Brandonn Almeida (BRA) |

## Resultados

### Eliminatórias
As eliminatórias ocorreram dia 15 de dezembro com um total de 35 nadadores. 
| Colocação | Bateria | Raia | Nadador                | Nacionalidade   | Tempo   | Notas            |
| --------- | ------- | ---- | ---------------------- | --------------- | ------- | ---------------- |
| 1         | 4       | 5    | Daiya Seto             | Japão           | 4:00.50 | Q                |
| 2         | 3       | 2    | Brandonn Almeida       | Brasil          | 4:04.58 | Q                |
| 3         | 2       | 3    | Tomas Peribonio        | Equador         | 4:05.08 | Q                |
| 3         | 4       | 3    | Thomas Fraser-Holmes   | Austrália       | 4:05.08 | Q                |
| 5         | 4       | 6    | Tomoya Takeuchi        | Japão           | 4:05.21 | Q                |
| 6         | 4       | 4    | Péter Bernek           | Hungria         | 4:05.49 | Q                |
| 7         | 3       | 5    | Gergely Gyurta         | Hungria         | 4:06.13 | Q                |
| 8         | 3       | 8    | João Vital             | Portugal        | 4:06.93 | Q                |
| 9         | 4       | 9    | Richard Nagy           | Eslováquia      | 4:07.91 |                  |
| 10        | 4       | 1    | Joan Lluís Pons        | Espanha         | 4:08.33 |                  |
| 11        | 3       | 6    | David Schlicht         | Austrália       | 4:08.41 |                  |
| 12        | 4       | 7    | Marc Sánchez           | Espanha         | 4:08.51 |                  |
| 13        | 2       | 6    | Kieran Smith           | Estados Unidos  | 4:08.52 |                  |
| 14        | 2       | 2    | Mark Szaranek          | Reino Unido     | 4:08.86 |                  |
| 15        | 4       | 2    | Leonardo Coelho Santos | Brasil          | 4:08.93 |                  |
| 16        | 3       | 3    | Daniil Pasynkov        | Rússia          | 4:09.19 |                  |
| 17        | 2       | 7    | Jarod Arroyo           | Porto Rico      | 4:10.40 |                  |
| 18        | 3       | 0    | Patrick Staber         | Áustria         | 4:11.05 |                  |
| 19        | 3       | 9    | Wang Hsing-Hao         | Taipé Chinesa   | 4:11.22 |                  |
| 20        | 3       | 7    | Wang Yizhe             | China           | 4:11.64 |                  |
| 21        | 4       | 8    | Tomoe Hvas             | Noruega         | 4:12.56 |                  |
| 22        | 4       | 0    | Ayrton Sweeney         | África do Sul   | 4:13.21 |                  |
| 23        | 2       | 4    | Wilrich Coetzee        | Nova Zelândia   | 4:13.81 |                  |
| 24        | 3       | 1    | Adam Paulsson          | Suécia          | 4:14.16 |                  |
| 25        | 2       | 5    | Svetlozar Nikolov      | Bulgária        | 4:14.25 |                  |
| 26        | 1       | 5    | Brandon Schuster       | Samoa           | 4:17.20 |                  |
| 27        | 2       | 8    | Hưng Nguyên Tran       | Vietname        | 4:17.92 |                  |
| 28        | 2       | 0    | Luis Vega Torres       | Cuba            | 4:19.27 | Recorde nacional |
| 29        | 2       | 9    | Erick Gordillo         | Guatemala       | 4:21.02 |                  |
| 30        | 1       | 3    | Munzer Kabbara         | Líbano          | 4:21.59 |                  |
| 31        | 1       | 2    | Nichita Bortnicov      | Moldávia        | 4:23.08 |                  |
| 32        | 1       | 4    | Malcolm Low            | Singapura       | 4:25.31 |                  |
| 33        | 2       | 1    | Alberto Batungbacal    | Filipinas       | 4:25.90 |                  |
| 34        | 1       | 6    | Mathieu Marquet        | Ilhas Maurícias | 4:33.24 |                  |
|           | 3       | 4    | Wang Shun              | China           | DNS     |                  |

### Final
A final foi realizada em 15 de dezembro. 
| Colocação         | Raia | Nadador              | Nacionalidade | Tempo   | Notas |
| ----------------- | ---- | -------------------- | ------------- | ------- | ----- |
| Medalha de ouro   | 4    | Daiya Seto           | Japão         | 3:56.43 |       |
| Medalha de prata  | 6    | Thomas Fraser-Holmes | Austrália     | 4:02.74 |       |
| Medalha de bronze | 5    | Brandonn Almeida     | Brasil        | 4:03.71 |       |
| 4                 | 7    | Péter Bernek         | Hungria       | 4:04.71 |       |
| 5                 | 1    | Gergely Gyurta       | Hungria       | 4:04.74 |       |
| 6                 | 3    | Tomas Peribonio      | Equador       | 4:06.26 |       |
| 7                 | 2    | Tomoya Takeuchi      | Japão         | 4:06.99 |       |
| 8                 | 8    | João Vital           | Portugal      | 4:07.69 |       |

Legenda
| Recorde mundial       | Recorde mundial (World record)               |                       | Recorde africano                      | Recorde africano (African) |                                           | Q | Classificado por posição (Qualified) |
| Recorde do campeonato | Recorde do campeonato (Championship record)  | Recorde da América    | Recorde da América (Americas)         | q                          | Classificado por melhor tempo (Qualified) |   |                                      |
| Melhor marca do ano   | Melhor marca do ano (World leading)          | Recorde asiático      | Recorde asiático (Asian)              | DNS                        | Não largou (Did not start)                |   |                                      |
| Recorde nacional      | Recorde nacional (National record)           | Recorde europeu       | Recorde europeu (European)            | DNF                        | Não terminou (Did not finish)             |   |                                      |
| Recorde pessoal       | Recorde pessoal do atleta (Personal best)    | Recorde da Oceania    | Recorde da Oceania (Oceania)          | DSQ / DQ                   | Desclassificado (Disqualified)            |   |                                      |
| Recorde da temporada  | Recorde da temporada do atleta (Season best) | Recorde sul-americano | Recorde sul-americano (South America) | NM                         | Sem marca (No mark)                       |   |                                      |